# Blauta
Blauta is een geslacht van kevers uit de familie  
kniptorren (Elateridae).
Het geslacht is voor het eerst wetenschappelijk beschreven in 1853 door LeConte.

## Soorten
Het geslacht omvat de volgende soorten:
- Blauta cauta LeConte, 1853
- Blauta cribraria (Germar, 1844)
- Blauta cribraria Germar, 1844
- Blauta falli Brown, 1936